# Léon Jehin
Léon Jehin (Spa, 17 de julio de 1853 - Mónaco, 14 de febrero de 1928) fue un director de orquesta y compositor belga.

## Biografía
Su primer maestro fue su padre, el cual era director de la Escuela de Música de Spa, y luego estudió en los Conservatorios de Lieja y Bruselas, perteneciente por espacio de diez años, como primer violín, a la orquesta del Teatro de la Moneda. El 1881 fue nombrado profesor de armonía del Conservatorio de Bruselas y director de orquesta del teatro de Amberes, pasando luego como segundo director en el de la Moneda de Bruselas entre 1882 y 1888). Posteriormente fue llamado a la dirección del teatro y los conciertos de Montecarlo, habiendo dirigido también dos temporadas la orquesta del Covent Garden de Londres. Es autor de una Suite de ballet, en cuatro partes, y de otras muchas obras orquestales y melodías para canto y piano.